# Igor Fyodorovich Stravinsky
Igor Fyodorovich Stravinsky (tiếng Nga: Игорь Фёдорович Стравинский Igor Fjodorovič Stravinski; 17 tháng 6 năm 1882 – 6 tháng 4 năm 1971) là một nhà soạn nhạc người Nga, sau này đổi quốc tịch sang Pháp, người được coi là một trong những nhà soạn nhạc có tầm ảnh hưởng nhất thế kỷ 20. Ông là một người Nga theo chủ nghĩa thế giới điển hình, từng được tạp chí Time bầu là một trong 100 nhân vật có tầm ảnh hưởng nhất thế kỷ 20. Ngoài danh tiếng là một nhà soạn nhạc, Stravinsky còn được biết đến là một nghệ sĩ piano và chỉ huy dàn nhạc có tiếng.
Sự nghiệp soạn nhạc của ông đáng chú ý với tính đa dạng về phong cách. Đầu tiên ông nổi tiếng khắp thế giới với ba bản ba-lê được ông bầu Sergei Diaghilev ủy thác và được biểu diễn bởi đoàn vũ công ba-lê người Nga của Diaghilev: Chim lửa (Ballet) (L'Oiseau de fe)) (1910), Petrushka (1911) và Nghi lễ mùa xuân (Le Sacre du printemps) (1913). Nghi lễ mùa xuân đã làm thay đổi cách mà các nhà soạn nhạc tiếp theo nghĩ về cấu trúc nhịp điệu, có thể nói, chính tác phẩm này đã mang lại danh tiếng lâu dài của Stravinsky: một nhà cách mạng âm nhạc đã đưa những thiết kế âm nhạc đến cảnh giới mới. "Giai đoạn Nga" của ông tiếp tục với các tác phẩm như Renard, Chuyện người lính (L'Histoire du soldat) và Đám cưới (Les Noces). Theo sau đó, vào những năm 1920, là giai đoạn ông đã chuyển sang nhạc tân cổ điển. Các tác phẩm từ giai đoạn này có xu hướng sử dụng các thể loại nhạc truyền thống (concerto grosso, tẩu pháp và giao hưởng), dựa vào các phong cách trước đó, đặc biệt từ thế kỷ 18. Trong những năm 1950, Stravinsky sử dụng âm nhạc 12 âm (serialism). Những sáng tác của ông trong giai đoạn này có những điểm chung với những tác phẩm đầu tiên của ông: sức nặng nhịp điệu, những ý tưởng giai điệu mở rộng từ những tiết tấu (cell) 2 hoặc 3 nốt, kết cấu thanh thoát, cùng với phối khí.

## Tiểu sử

### Những năm đầu đời dưới Đế quốc Nga

Tổ tiên của Stravinsky có thể từ những người mang phù hiệu Sulima này.

Stravinsky sinh ra vào ngày 17 tháng 6 năm 1882 ở Lomonosov, ngoại ô Sankt-Peterburg, thủ đô Đế quốc Nga, và lớn lên ở Saint Petersburg. Cha ông là Fyodor Stravinsky (1843-1902), một nhạc công nổi tiếng ở nhà hát opera Kiev và Nhà hát Mariinsky ở St. Petersburg. Mẹ ông là Anna (née Kholodovsky) (1854-1939), người gốc Kiev, một trong bốn người con gái của một quan chức cấp cao trong Bộ Tài chính Kiev. Fyodor là "hậu duệ của một dòng họ Ba Lan gồm các quý tộc, các nghị sĩ và địa chủ"  Người ta tin rằng tổ tiên của Stravinsky có thể truy nguyên đến thế kỷ 17 và 18 là những người mang phù hiệu Soulima và Strawinski. Nhánh gia đình của Stravinsky nhiều khả năng là đến từ Stravinskas, các chủ đất vùng Litva (hoặc Belarus) và các quý tộc của Đại công quốc Lietuva. Như chính lời Stravinsky, gia đình ông ban đầu có họ là Soulima-Strawski, và cái tên "Stravinsky" bắt nguồn từ từ "Strava", một trong những biến thể của sông Streva ở Lithuania (quận Trakai và Kaunas). Vẫn chưa rõ là từ khi nào phần Soulima của họ được lược đi.

Stravinsky nhớ lại thời đi học của mình là cô đơn, sau đó nói rằng "Tôi chưa bao giờ gặp bất cứ ai có sức hút thực sự với mình" . Stravinsky bắt đầu học piano từ khi còn nhỏ, học lý thuyết âm nhạc và cố gắng sáng tác. Năm 1890, ông được xem trình diễn một vở ballet của Tchaikovsky Người đẹp ngủ trong rừng (Spyashchaya krasavitsa) tại nhà hát Mariinsky. Năm mười lăm tuổi, ông đã thành thục được bản Concerto cung Son thứ của Mendelssohn và đã học xong phiên bản giản lược cho piano của một bộ tứ tấu của Glazunov, người được cho là đã nói Stravinsky là không âm nhạc mà lại không nghĩ nhiều về kỹ năng của chính mình.

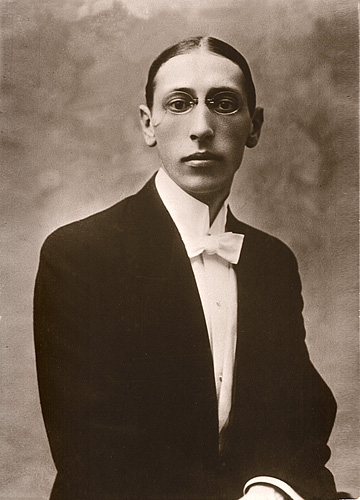
Igor Stravinsky, 1903

Dù con trai cực kỳ đam mê với âm nhạc, cha mẹ của Stravinsky lại muốn ông học luật. Stravinsky nhập học tại trường Đại học Saint Petersburg năm 1901, nhưng ông tham dự không quá năm mươi buổi học trong cả kỳ học bốn năm của mình . Mùa hè năm 1902, Stravinsky ở lại với gia đình nhà soạn nhạc Nikolai Rimsky-Korsakov tại thành phố Heidelberg của Đức. Rimsky-Korsakov, được đánh giá là nhà soạn nhạc hàng đầu của Nga lúc này, đã khuyên với Stravinsky rằng ông không nên vào học tại Nhạc viện Saint Petersburg, thay vào đó, ông có thể tự học sáng tác hoặc học với gia sư, lí do chính là do tuổi tác của ông . Cha Stravinsky mất vì bệnh ung thư vào năm đó. Ông lúc này cũng bắt đầu dành nhiều thời gian hơn cho nghiên cứu âm nhạc hơn là pháp luật. Trường đại học của ông bị đóng cửa trong hai tháng vào năm 1905 sau sự kiện Chủ nhật Đẫm máu: Stravinsky không được phép tham dự kỳ thi cuối cùng của trường luật và ông nhận được bằng nửa-khóa sau đó vào tháng 4 năm 1906. Rồi đây, ông tập trung nghiên cứu âm nhạc. Năm 1905, ông bắt đầu học hai lần mỗi tuần với riêng Rimsky-Korsakov, người mà ông kính trọng như là một người cha thứ hai . Những bài học như thế này tiếp tục cho đến khi Rimsky-Korsakov qua đời năm 1908.
Năm 1905, Stravinsky đính hôn với người chị họ Katherine Gavrylivna Nosenko (Sinh năm 1880,tên thân mật là 'Katya'), người mà ông đã biết từ thời thơ ấu . Mặc dù nhà thờ Chính thống giáo phản đối hôn nhân giữa chị em họ hàng đầu (first cousin), cặp vợ chồng cưới nhau vào ngày 23 tháng 1 năm 1906: hai đứa con đầu của họ, Fyodor (Theodore) và Ludmila, sinh vào khoảng năm 1907 và 1908.
Tháng 2 năm 1909, hai tác phẩm viết cho dàn nhạc của Stravinsky, Scherzo fantastique và Pháo hoa (Feu d'artifice) đã được trình diễn tại một buổi hòa nhạc tại Saint Petersburg. Serge Diaghilev, một người đang lên kế hoạch trình diễn opera và ballet của Nga tại Paris, cũng đến dự buổi hòa nhạc hôm đó. Diaghilev đã cực kỳ ấn tượng trước Pháo hoa, ông đã ủy thác cho Stravinsky thực hiện một số phối khí và sau đó để tạo ra một bản ballet hoàn thiện, chính là vở Chim lửa .

### Stravinsky và Ukraine

Nhà (nay là bảo tàng) Stravinsky ở Ustylug, nay thuộc Ukraine

Từ khoảng năm 1890 đến năm 1914, nhà soạn nhạc thường xuyên ghé thăm Ustilug, một thị trấn nay là vùng Volyn, Ukraine . Ông đã dành hầu hết các mùa hè của mình ở đó, cũng chính tại đây ông cũng gặp vợ tương lai của mình, Katherine Nosenko (con gái của chị gái của mẹ). Năm 1907, Stravinsky thiết kế và xây dựng ngôi nhà riêng của mình ở Ustilug, nơi mà ông gọi là "chốn thiên đường của tôi ". Trong ngôi nhà này, Stravinsky đã viết mười bảy tác phẩm ban đầu của ông, trong đó có Pháo hoa, Chim lửa, Petrushka và Nghi lễ mùa xuân. Nơi này đã được tân trang lại gần đây, giờ là nhà bảo tàng nhà-Stravinsky duy nhất mở cửa cho công chúng. Nhiều tài liệu, thư từ và hình ảnh được trưng bày tại đây, và một Liên hoan Stravinsky được tổ chức hàng năm tại thị trấn Lutsk gần đây.

### Cuộc sống ở Thụy Sĩ

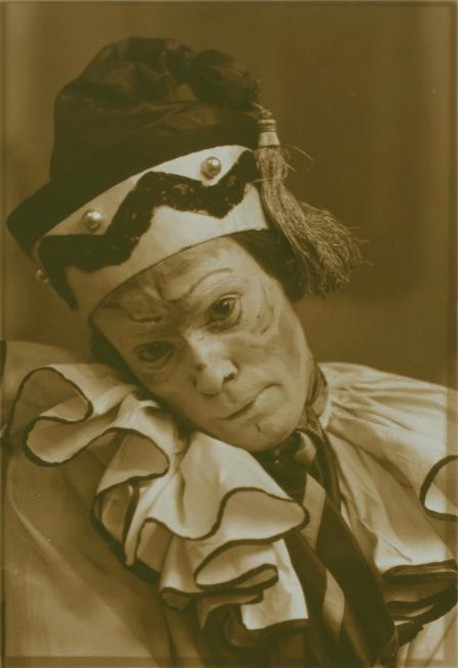
Vaslav Nijinsky trong vai Petrushka năm 1910–11

Stravinsky trở thành một hiện tượng sau đêm công diễn ra mắt thành công cho tác phẩm Chim lửa tại Paris vào ngày 25 tháng 6 năm 1910. Nhà soạn nhạc đã di chuyển từ cơ ngơi của mình ở Ustilug đến Paris vào đầu tháng Sáu để tham dự buổi diễn tập cuối cùng và buổi ra mắt của Chim lửa. Gia đình ông cũng đến ở cùng ông trước khi kết thúc mùa ba lê và quyết định ở lại phương Tây một thời gian, vợ ông thì đang chờ đứa con thứ ba. Sau mùa hè ở La Baule, Brittany, họ chuyển đến Thụy Sĩ vào đầu tháng 9. Ngày 23 tháng 9, con trai thứ hai của họ là Sviatoslav Soulima được sinh ra tại một phòng khám ở Lausanne; cuối tháng này, họ về cư trú tại Clarens.
Trong bốn năm tiếp theo, Stravinsky và gia đình ông sống ở Nga vào những tháng mùa hè và ở Thụy Sĩ vào những tháng mùa đông. Trong thời gian này, Stravinsky đã sáng tác thêm hai tác phẩm nữa cho đoàn Ballets Russes: Petrushka (1911) và Nghi lễ mùa xuân (1913). Ngay sau buổi ra mắt của Nghi lễ mùa xuân vào ngày 29 tháng 5 năm 1913, Stravinsky bị trúng thương hàn, ông buộc phải ở một bệnh xá tại Paris; đến tận tháng 7 năm đó, ông mới có thể trở về Ustilug.
Trong suốt những tháng còn lại của mùa hè, Stravinsky tập trung tâm trí để hoàn thành vở opera đầu tiên của mình, vở Chim sơn ca (thường được gọi bằng tên tiếng Pháp là Le Rossignol). Vở opera được ông đã bắt đầu dựng từ năm 1908 (nghĩa là trước khi hợp tác với Ballets Russes). Tác phẩm được trình diễn bởi Nhà hát Tự do Moscow với mức phí rất đẹp là 10.000 rúp.
Gia đình Stravinsky trở về Thụy Sĩ (như thường lệ) vào mùa thu năm 1913. Ngày 15 tháng 1 năm 1914, đứa con thứ tư của ông, Marie Milène (hoặc Maria Milena), sinh ở Lausanne. Sau khi sinh, Katya bị phát hiện mắc bệnh lao và phải ở trong nhà điều dưỡng ở Leysin, một nơi khá cao trên dãy Alps. Igor và gia đình cũng chuyển đến gần đó, Stravinksy hoàn thành Le Rossignol tại đây vào ngày 28 tháng 3.
Vào tháng Tư, cuối cùng họ cũng có thể trở về Clarens. Đến lúc đó, Nhà hát Tự do Moscow đã phá sản. Kết quả là, Le Rossignol được công diễn lần đầu tiên dưới sự bảo trợ của Diaghilev tại Nhà hát Opéra Paris vào 26 tháng 5 năm 1914, với phục trang do Alexandre Benois thiết kế. Le Rossignol chỉ có được thành công tương đối với công chúng và nhà phê bình, rõ ràng bởi vì trải nghiệm tác phẩm mang lại không đáp ứng được kỳ vọng đặt ra sau kiệt tác Nghi lễ mùa xuân. [30] Tuy nhiên, các nhà soạn nhạc như Maurice Ravel, Béla Bartók, và Reynaldo Hahn đã tìm thấy nhiều điều để ngưỡng mộ trong sự khéo léo của bản nhạc, thậm chí còn khẳng định về ảnh hưởng của Arnold Schoenberg.
Vào tháng Bảy, khi bóng dáng chiến tranh đang đến gần, Stravinsky đã thực hiện một chuyến đi cấp tốc đến Ustilug để lấy các tài liệu cá nhân bao gồm các tác phẩm tham khảo của ông về âm nhạc dân gian Nga. Ông trở về Thụy Sĩ ngay trước khi biên giới quốc gia đóng chốt do sự bùng nổ của Thế chiến I. Thế chiến và Cách mạng Nga tiếp đó đã khiến Stravinsky không thể trở về quê hương. Gần 50 năm sau đó, ông mới có thể lại đặt chân trên đất Nga.
Tháng 6 năm 1915, Stravinsky và gia đình ông di chuyển từ Clarens để Morges, một thị trấn cách sáu dặm về phía tây nam của Lausanne trên bờ hồ Geneva. Gia đình sống ở đó (tại ba địa chỉ khác nhau) cho đến năm 1920.
Stravinsky gặp khó khăn về mặt tài chính trong giai đoạn này. Nga (và sau này, Liên Xô) đã không tuân theo Công ước Berne và điều này gây khó khăn cho Stravinsky khi thu tiền bản quyền cho màn trình diễn cho tất cả các tác phẩm của Ballets Russes. Stravinsky đổ lỗi cho Diaghilev vì những rắc rối tài chính của mình, cáo buộc ông không tuân theo các điều khoản của một hợp đồng mà họ đã ký kết. Ông đã gặp nhà từ thiện Thụy Sĩ Werner Reinhart để được hỗ trợ tài chính trong khi ông đang soạn L'Histoire du soldat (Chuyện người lính). Reinhart tài trợ và bảo trợ phần lớn cho buổi công diễn đầu tiên của tác phẩm, được chỉ huy bởi Ernest Ansermet vào ngày 28 tháng 9 năm 1918 tại Nhà hát Thành phố Lausanne. Với lòng biết ơn, Stravinsky dành tặng bản nhạc cho Reinhart và đưa cho ông bản thảo gốc. Reinhart hỗ trợ Stravinsky hơn nữa khi ông tài trợ một loạt các buổi hòa nhạc của âm nhạc thính phòng trong năm 1919: bao gồm một tổ khúc từ L'Histoire du soldat soạn cho violin, piano và clarinet, lần đầu tiên được trình diễn vào ngày 8 tháng 11 năm 1919, tại Lausanne  Trong lòng biết ơn đối với nhà tài trợ của mình, Stravinsky cũng dành tác phẩm Bộ ba khúc cho Clarinet (tháng 10 - tháng 11 năm 1918) cho Reinhart, hóa ra là một người chơi kèn clarinet nghiệp dư xuất sắc.

### Cuộc sống ở Pháp

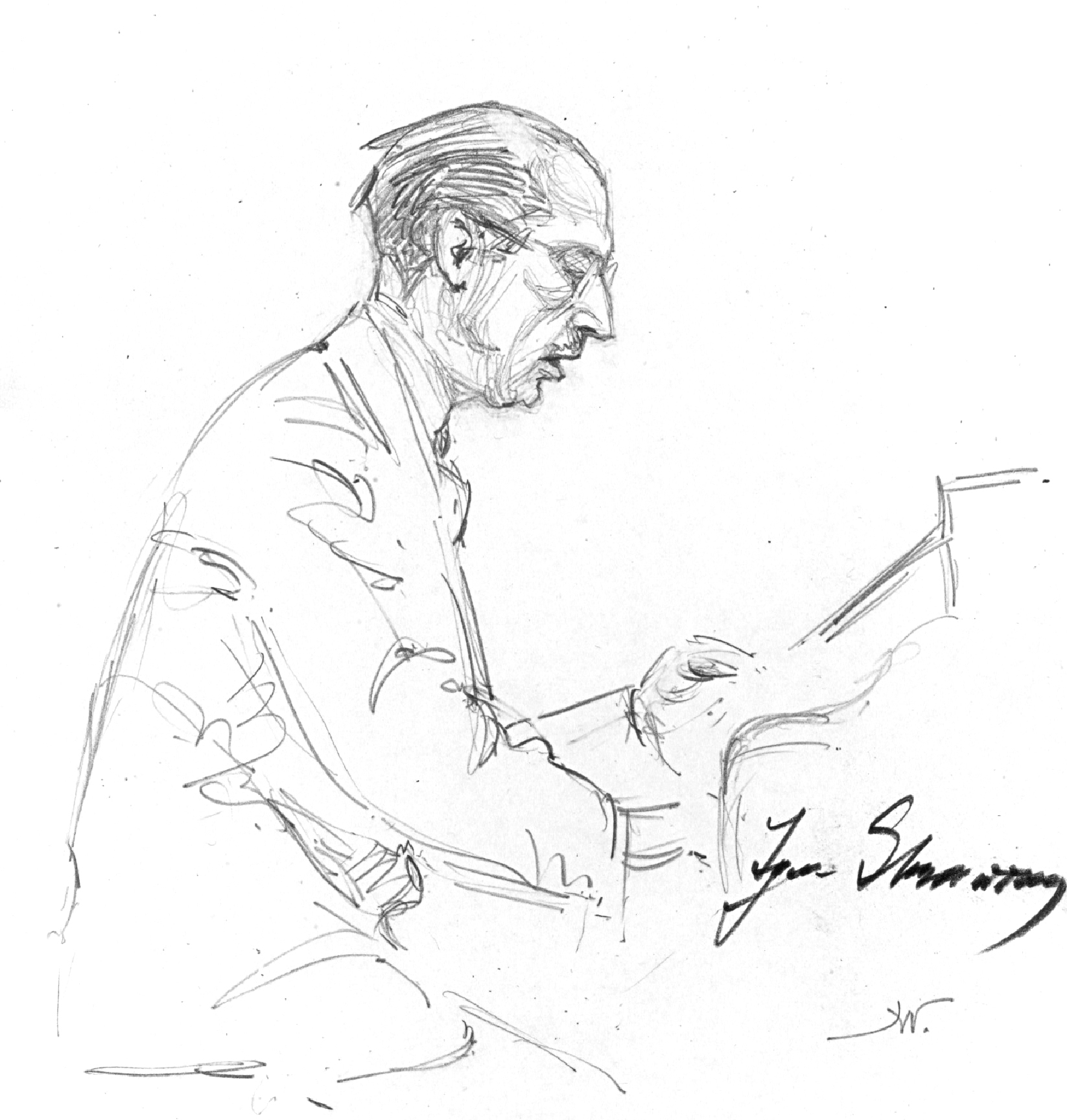
Igor Stravinsky, tranh vẽ bởi Hilda Wiener

Sau buổi ra mắt vở Pulcinella của Ballets Russes tại Paris vào ngày 15 tháng 5 năm 1920, Stravinsky trở lại Thụy Sĩ. Vào ngày 8 tháng 6, cả gia đình rời Morges lần cuối và chuyển đến làng chài Carantec ở Brittany để nghỉ hè và cũng để tìm kiếm một ngôi nhà mới tại Paris. Khi nghe về tình huống khó xử của họ, nữ thợ may Coco Chanel (chính là nhà sáng lập hãng Chanel hiện tại) đã mời Stravinsky và gia đình của ông đến ở tại dinh thự mới của cô "Bel Respiro" tại vùng ngoại ô Garches của Paris cho đến khi họ có thể tìm thấy một nơi ở phù hợp hơn; họ đến đó ở vào tháng 9. Đồng thời, Chanel cũng bảo trợ cho Ballets Russes mới (tháng 12 năm 1920) để biểu diễn Nghi lễ mùa xuân của Stravinsky với một món quà giấu tên cho Diaghilev, được cho là khoảng 300.000 franc.
Stravinsky cũng thiết lập một mối quan hệ kinh doanh và âm nhạc với công ty sản xuất piano Pháp Pleyel. Về cơ bản, Pleyel đóng vai trò là người đại diện của Stravinsky trong việc thu tiền bản quyền cho các tác phẩm của ông, và cung cấp cho ông khoản thu nhập hàng tháng. Pleyel cũng cung cấp không gian studio tại trụ sở chính, nơi nhạc sĩ có thể làm việc và giải trí với bạn bè và đối tác kinh doanh. Theo các điều khoản của hợp đồng của mình với công ty, Stravinsky đã đồng ý chỉnh lại (và ở một mức độ nào đó là soạn lại) nhiều tác phẩm đầu tiên của ông cho Pleyela, thương hiệu piano tự chơi của Pleyel. Ông đã soạn các tác phẩm theo cách sử dụng đầy đủ tất cả 88 nốt nhạc của đàn piano, không quan tâm đến ngón tay hoặc cỡ bàn tay con người. Các cuộn piano không được ghi lại, mà thay vào đó được đánh dấu từ kết hợp các mảnh bản thảo và ghi chú viết tay của Jacques Larmanjat, giám đốc âm nhạc của bộ phận cuộn piano của Pleyel. Các tác phẩm được phát hành trên cuộn piano Pleyela là Nghi lễ mùa xuân, Petrushka, Chim lửa và Chim sơn ca. Trong những năm 1920, Stravinsky thu âm Duo-Art cuộn cho Công ty Aeolian ở cả London và New York, không phải tất cả đều còn đến ngày nay.
Sự bảo trợ không bao giờ là quá xa với Stravinsky. Vào đầu những năm 1920, Leopold Stokowski đã thường xuyên bảo trợ giấu tên cho Stravinsky.
Stravinsky gặp Vera de Bosset ở Paris vào tháng 2 năm 1921, lúc này cô đã kết hôn với họa sĩ và nhà thiết kế sân khấu Serge Sudeikin. Dù vậy, Stravinsky và cô bắt đầu một cuộc tình mà kết quả cuối cùng là Vera rời bỏ chồng mình.

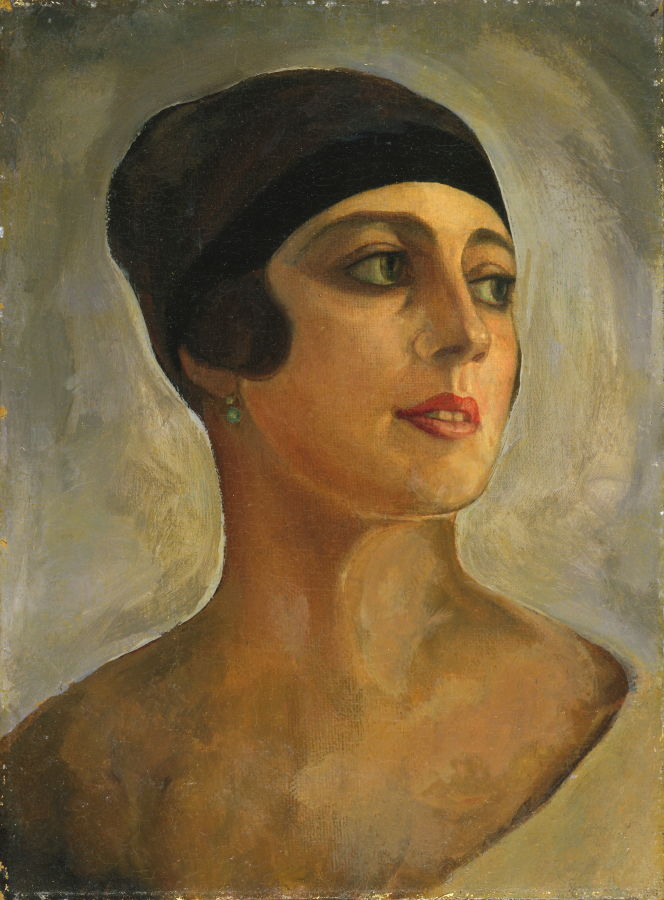
Vera de Bosset Sudeikin

Vào tháng 5 năm 1921, Stravinsky và gia đình chuyển đến Anglet, gần Biarritz, vùng Tây nam nước Pháp. Ông ở đó cho đến khi vợ ông qua đời vào năm 1939, Stravinsky từ đó bắt đầu một cuộc sống kép, chia thời gian của mình cho sống với gia đình ông ở Anglet, và sống với Vera ở Paris và thời gian trong chuyến lưu diễn. Katya đã nói về sự không chung thủy của chồng mình là "một sự pha trộn của hào hiệp, cay đắng và thương hại".
Vào tháng 9 năm 1924, Stravinsky mua "ngôi nhà đắt tiền" ở Nice: tòa Villa des Roses.
Từ 1931 đến 1933, Stravinskys sống ở Voreppe, gần Grenoble, Đông nam nước Pháp.
Stravinskys trở thành công dân Pháp vào năm 1934 và chuyển đến rue du Faubourg Saint-Honoré ở Paris. Stravinsky sau này hồi tưởng rằng địa chỉ châu Âu cuối cùng này là nơi kém may mắn nhất của ông, vì bệnh lao của vợ ông lây sang cả chính ông và con gái cả của ông là Ludmila, cô qua đời vào năm 1938. Katya, người vợ mà ông đã kết hôn được 33 năm, chết vì bệnh lao ba tháng sau đó 1939. Bản thân Stravinsky đã trải qua 5 tháng trong bệnh viện, trong thời gian đó thì mẹ ông qua đời. Trong những năm sau ở Paris, Stravinsky đã phát triển mối quan hệ sâu sắc với những nhân vật quan trọng tại Hoa Kỳ: ông đã sáng tác Bản giao hưởng cung Đô cho Dàn nhạc giao hưởng Chicago  và ông đã đồng ý cung cấp các bài giảng chuyên nghiệp của Charles Eliot Norton tại Đại học Harvard trong năm học 1939–40.

### Cuốc sống tại Mỹ

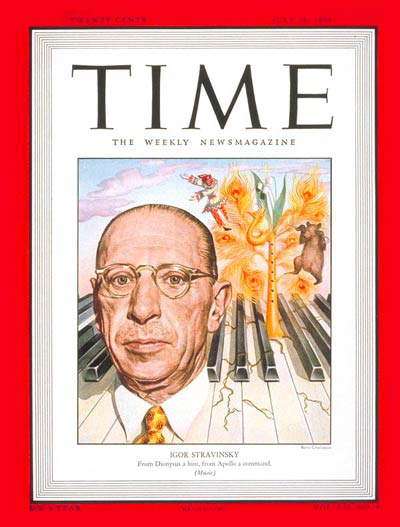
Igor Stravinsky trên bìa tạp chí TIME, 26 tháng 7 năm 1948

Mặc dù Thế chiến II bùng nổ vào đầu tháng 9 năm 1939, Stravinsky góa vợ đã căng buồm một mình đến Hoa Kỳ vào cuối tháng. Ông đậu ở thành phố New York và từ đó đến Cambridge, Massachusetts, để hoàn thành thỏa thuận của ông tại Đại học Harvard. Vera đến theo ông vào tháng Giêng, và họ đã kết hôn ở Bedford, Massachusetts, vào ngày 9 tháng 3 năm 1940.
Stravinsky định cư ở West Hollywood. Ông đã sống ở Los Angeles lâu hơn ở bất kỳ thành phố nào khác. Ông nhập quốc tịch Hoa Kỳ vào năm 1945.
Stravinsky đã thích nghi với cuộc sống ở Pháp, nhưng chuyển đến Mỹ ở tuổi 57 là một chuyện rất khác. Trong một khoảng thời gian, ông duy trì một mối liên lạc với bạn bè và émigré (những người lưu vong) từ Nga, nhưng cuối cùng ông nhận thấy điều này không giúp duy trì cuộc sống trí thức và chuyên nghiệp của mình. Ông bị cuốn vào cuộc sống văn hóa ngày càng lớn mạnh của Los Angeles, đặc biệt là trong Thế chiến II, khi có rất nhiều nhà văn, nhạc sĩ, nhà soạn nhạc và nhạc trưởng định cư trong khu vực: có thể kể đến Otto Klemperer, Thomas Mann, Franz Werfel, George Balanchine và Arthur Rubinstein. Bernard Holland nói rằng Stravinsky đặc biệt yêu thích các nhà văn Anh, những người đã đến thăm ông ở Beverly Hills, "như WH Auden, Christopher Isherwood, Dylan Thomas. Họ có cùng thực đơn tinh thần như nhà soạn nhạc - đặc biệt là Aldous Huxley, người mà Stravinsky tiếp chuyện bằng tiếng Pháp". Stravinsky và Huxley có thói quen ăn trưa vào thứ Bảy bàn về phong trào tiên phong ở bờ Tây.
Khi Stravinsky cải biên cho "Star-Spangled Banner", ông đã thêm hợp âm bảy rất kỳ lạ, điều này dẫn đến một sự cố với cảnh sát Boston vào ngày 15 tháng 1 năm 1944. Ông được cảnh báo rằng các nhà chức trách có thể phạt 100 đô la khi có bất kỳ "sự cải biên lại quốc ca, toàn bộ hoặc một phần ". Cảnh sát, hóa ra, là đã sai. Pháp luật chỉ đề cập đơn thuần là cấm sử dụng quốc ca "như nhạc nhảy, như một nhạc diễu hành lúc đi ra (exit march), hoặc như một phần của một chùm nhạc hỗn hợp", nhưng sự cố này sớm trở thành một huyền thoại, trong đó Stravinsky được cho là bị bắt, bị giam giữ trong vài đêm, và chụp hình cho hồ sơ cảnh sát.
Cuộc sống chuyên nghiệp của Stravinsky bao trùm hầu hết thế kỷ 20, gồm nhiều phong cách âm nhạc cổ điển hiện đại. Ông đã ảnh hưởng đến các nhà soạn nhạc cả lúc sinh thời và sau khi mất. Trong số những sinh viên của ông vào những năm 1940 có nhà soạn nhạc người Mỹ và nhà giáo dục âm nhạc Robert Strassburg. Năm 1959, ông được trao giải Sonning, giải thưởng âm nhạc cao nhất của Đan Mạch. Năm 1962, ông nhận lời mời trở lại Leningrad cho một loạt các buổi hòa nhạc. Trong thời gian ở Liên Xô, ông đã tới thăm Moscow và gặp một số nhà soạn nhạc hàng đầu của Liên Xô, bao gồm Dmitri Shostakovich và Aram Khachaturian.
Năm 1969, Stravinsky chuyển đến Nhà Essex ở New York, nơi ông sống cho đến khi qua đời vào năm 1971 ở tuổi 88 của bệnh suy tim. Ông được chôn cất tại San Michele, gần lăng mộ của Sergei Diaghilev.
Ông có một ngôi sao trên Đại lộ Danh vọng Hollywood và vào năm 1987, ông đã được trao tặng giải Grammy cho Thành tựu trọn đời. Ông đã được vinh danh sau đó ở Bảo tàng Quốc gia, Đại sảnh danh vọng Dance's Mr. & Mrs. Cornelius Vanderbilt Whitney năm 2004.

## Phong cách sáng tác
Các tác phẩm của Stravinsky thường được chia thành ba giai đoạn chính: giai đoạn Nga, giai đoạn Tân cổ điển, giai đoạn nhạc 12 âm (Serialism).

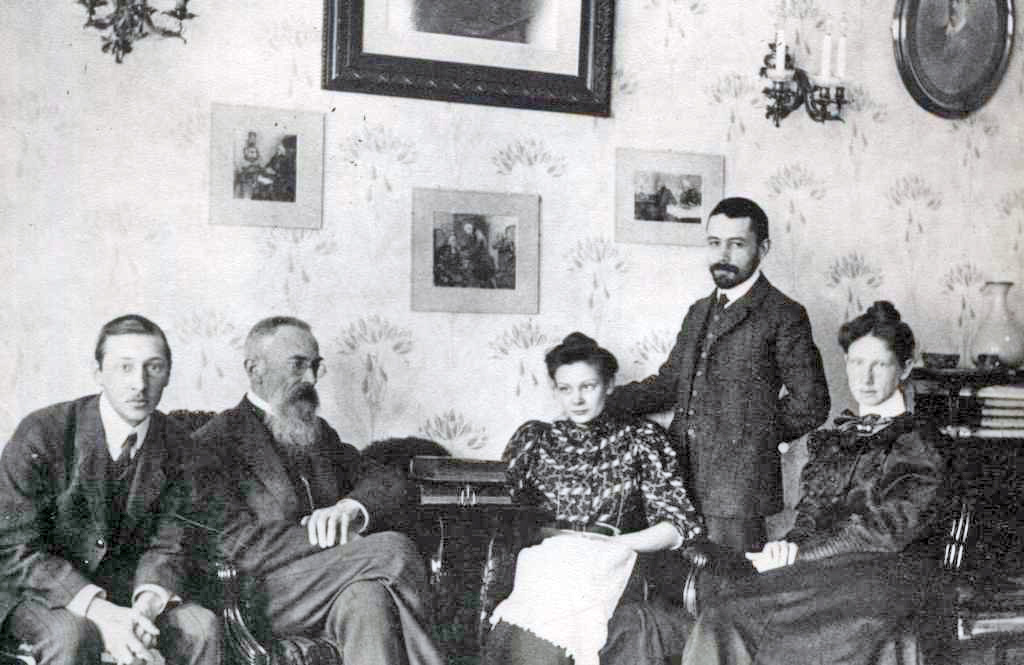
Stravinsky và Rimsky-Korsakov (cùng ngồi ở phía bên trái) năm 1908

### Giai đoạn Nga (khoảng 1907–1919)
Bên cạnh một số rất ít tác phẩm sót lại trước giai đoạn này, giai đoạn Nga của Stravinsky, đôi khi được gọi là giai đoạn nguyên thủy, bắt đầu với các tác phẩm được thực hiện dưới sự dạy dỗ của Nikolai Rimsky-Korsakov, người mà ông theo học từ năm 1905 cho đến khi Rimsky qua đời vào năm 1908. Các tác phẩm có thể kể đến như Giao hưởng cung Mi ♭ trưởng (1907), Thần nông và cô chăn cừu (sáng tác cho giọng nữ cao và dàn nhạc, 1907), Scherzo fantastique (1908), và Feu d'artifice (1908/9). Những tác phẩm này cho thấy rõ ràng ảnh hưởng của Rimsky-Korsakov, nhưng như Richard Taruskin đã chỉ ra, các tác phẩm cũng tiết lộ kiến thức của Stravinsky về âm nhạc của Glazunov, Taneyev, Tchaikovsky, Wagner, Dvořák, và Debussy, cùng một số người khác.
Năm 1908, Stravinsky soạn Tang khúc (Погребальная песня), Op. 5 để truy niệm cho Nikolai Rimsky-Korsakov. Tác phẩm này được công diễn vào ngày 17 tháng 1 năm 1909 tại Đại sảnh Nhạc viện Saint Petersburg nhưng sau đó bị thất lạc cho đến tháng 9 năm 2015, bản nhạc được tìm lại ở phòng sau của Nhạc viện. Tác phẩm được biểu diễn lần đầu tiên sau hơn một thế kỷ vào ngày 2 tháng 12 năm 2016. Sự việc gây được nhiều sự quan tâm và kết quả là hơn 25 buổi biểu diễn được lên kế hoạch vào năm 2017 và có lẽ hơn thế nữa.
Các buổi biểu diễn tại St. Petersburg của Scherzo fantastique và Feu d'artifice đã thu hút sự chú ý của Serge Diaghilev, người đã ủy thác Stravinsky để phối khí giao hưởng cho hai tác phẩm piano của Chopin cho vở ballet Les Sylphides được trình bày mở màn "Saison Russe" năm 1909, biểu diễn bởi công ty mới của ông.
Chim lửa được trình diễn lần đầu tiên tại Paris Opéra vào ngày 25 tháng 6 năm 1910 bởi đoàn Ballets Russes của Diaghilev. Giống như các tác phẩm thời sinh viên trước đó của Stravinsky, Chim lửa cho thấy dấu ấn của Rimsky-Korsakov không chỉ trong phối khí, mà còn trong cấu trúc tổng thể, tổ chức hòa âm và nội dung giai điệu.
Theo Taruskin, vở ballet thứ hai của Stravinsky cho đoàn Ballet Russes, Petrushka, là lúc "cuối cùng Stravinsky trở thành Stravinsky.
Âm nhạc của ông sử dụng một lượng lớn giai điệu dân gian của Nga cùng với hai điệu waltz của nhà soạn nhạc người Anh Joseph Lanner và một điệu âm nhạc Pháp (La Jambe en bois hoặc Chân gỗ).
Vào tháng 4 năm 1915, Stravinsky đã nhận được một khoản hoa hồng từ Winnaretta Singer (Princesse Edmond de Polignac) để soạn một tác phẩm sân khấu quy mô nhỏ được trình diễn tại salon Paris của cô. Thành quả là vở Renard (1916), mà ông gọi là "Một trò hề trong cả nhạc và vũ đạo". Renard là sáng tác đầu tiên của Stravinsky để thử nghiệm trong lĩnh vực sân khấu: lời tựa của nhà soạn nhạc cho bản nhạc chỉ rõ bục biểu diễn mà tất cả các nghệ sĩ biểu diễn (bao gồm cả nhạc công) sẽ xuất hiện đồng thời và liên tục.

### Giai đoạn Tân cổ điển (1920–1954)

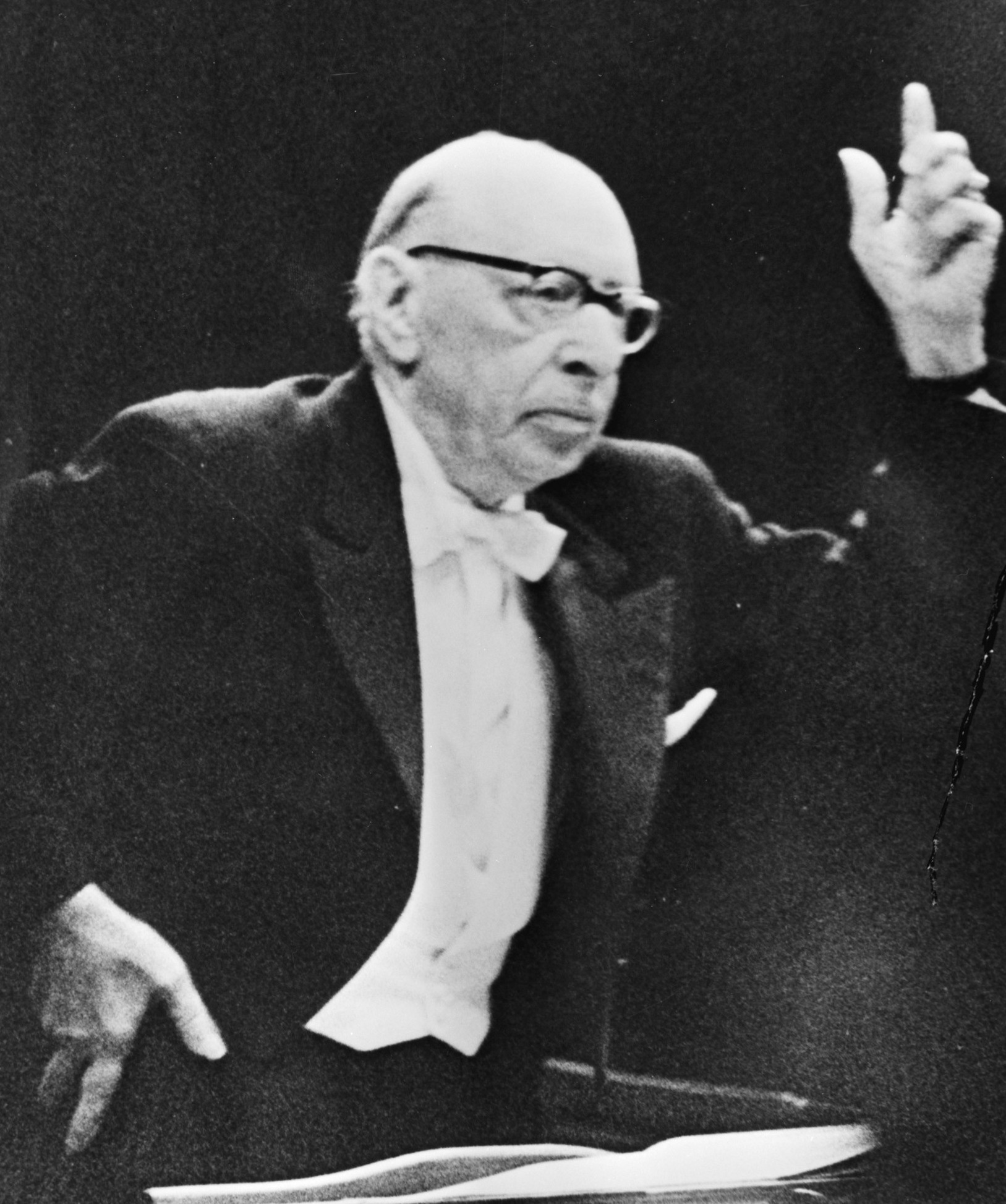
Stravinsky đang chỉ huy giàn nhạc, năm 1965

Vở Apollon musagète (1928), Perséphone (1933) và Orpheus (1947) không chỉ là ví dụ cho sự quay lại của Stravinsky với âm nhạc thời kỳ cổ điển, mà còn cho thấy các khám phá của ông với các chủ đề từ thế giới cổ đại kinh điển, như thần thoại Hy Lạp. Các tác phẩm quan trọng trong giai đoạn này bao gồm Bát tấu (1923), Concerto cho Piano và Bộ khí (1924), Serenade cung La (1925), và Giao hưởng Thánh thi (1930). Năm 1951, ông hoàn thành tác phẩm Tân cổ điển cuối cùng của mình, vở opera "Cuộc đời của kẻ phóng đãng", cho một vở kịch của W. H. Auden và Chester Kallman dựa trên những bản tranh khắc của William Hogarth. Nó được công diễn tại Venice năm đó và được diễn khắp châu Âu vào năm sau, trước khi được tổ chức tại Nhà hát Trung tâm New York vào năm 1953. Vở kịch được dàn dựng bởi Santa Fe Opera trong một Liên hoan Stravinsky năm 1962 để vinh danh sinh nhật lần thứ 80 của nhà soạn nhạc và được tái giện bởi Nhà hát Trung tâm vào năm 1997.

### Giai đoạn nhạc 12 âm (1954-1968)
Vào những năm 1950, Stravinsky bắt đầu sử dụng các kỹ thuật kết hợp như hệ 12 âm (dodecaphony), kỹ thuật này ban đầu được Arnold Schoenberg đưa ra. Lần đầu tiên ông thử nghiệm các kỹ thuật chuỗi (serialism) không-12-âm trong các tác phẩm âm nhạc và thính phòng quy mô nhỏ như Cantata (1952), Septet (1953) và Tam khúc từ Shakespeare (1953). Tác phẩm đầu tiên ông hoàn toàn sử dụng kỹ thuật này là Tưởng nhớ Dylan Thomas (1954). Agon (1954–1957) là tác phẩm đầu tiên của ông bao gồm một chuỗi mười hai âm và Canticum Sacrum (1955) là tác phẩm đầu tiên chứa một chương hoàn toàn dựa trên hàng âm. Stravinsky mở rộng việc sử dụng hệ 12 âm trong các tác phẩm như Threni (1958) và Bài thuyết giáo, Người dẫn dắt và người cầu nguyện (1961), dựa trên các bản văn Kinh Thánh, và vở kịch Đại hồng thủy (1962), vởi bản văn lấy từ sách Sáng thế và từ những vở kịch kỳ bí của York và Chester.

## Sáng tạo và tầm ảnh hưởng

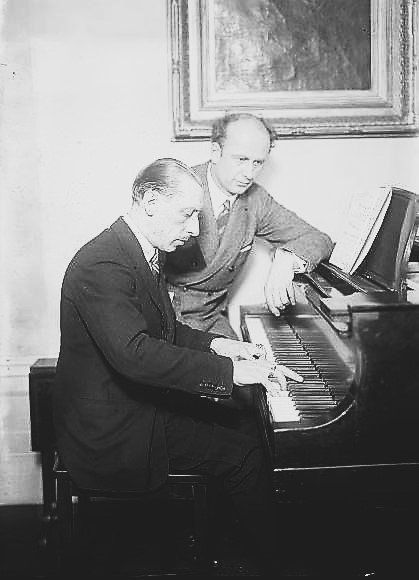
Stravinsky cùng với Wilhelm Furtwängler, nhà soạn nhạc và chỉ huy dàn nhạc người Đức.

Stravinsky được gọi là "một trong những nhà cải cách thực sự của âm nhạc". Khía cạnh quan trọng nhất trong các tác phẩm của Stravinsky, ngoài các cải tiến kỹ thuật của ông (bao gồm cả giai điệu và hòa âm), chính là "trở mặt" (nghĩa là thay đổi) trong phong cách sáng tác trong khi luôn "giữ một bản sắc riêng biệt, cốt yếu.
Stravinsky sáng tác bằng phương pháp phát triển motif (có nghĩa là sử dụng các mẫu hình âm nhạc được lặp đi lặp lại trong dưới các dạng khác nhau trong tác phẩm hoặc một phần tác phẩm) bao gồm cả phát triển các motif phụ. Đây là lúc các nốt được thêm hoặc bớt vào một motif mà không sợ bị thay đổi lớn về nhịp độ. Một phương pháp tương tự có thể được tìm thấy vào đầu thế kỷ 16, ví dụ như trong các tác phẩm của Cipriano de Rore, Orlandus Lassus, Carlo Gesualdo và Giovanni de Macque. Âm nhạc Stravinsky cũng cho thấy sự quen thuộc đáng kể trong âm nhạc từ những nhân vật trên.
Nghi lễ mùa xuân rất đáng chú ý với việc sử dụng ostinati không ngừng, ví dụ như trong ostinato tám nốt cho đàn dây trong phần "Điềm báo mùa xuân" (Điệu nhảy của cô gái trẻ). Tác phẩm cũng chứa các đoạn mà các ostinati chống lại, tương phản nhau. Stravinsky đã được ghi nhận về cách sử dụng rất nhịp điệu đặc trưng, đặc biệt là trong Nghi lễ mùa xuân (1913). Theo nhà soạn nhạc Philip Glass, "ý tưởng về đẩy nhịp điệu vượt qua các vạch thông thường [...] là chủ đạo [...]. Cấu trúc nhịp điệu trở nên lỏng hơn và vô cùng thanh thoát theo một cách nhất định". Glass cũng đề cập đến "dòng nhịp nguyên thủy và không theo các phách thông thường " của Stravinsky. Theo Andrew J. Browne, "Stravinsky có lẽ là nhà soạn nhạc duy nhất đã tự nâng nhịp cho phẩm cách nghệ thuật". Nhịp điệu và sức sống trong tác phẩm của Stravinsky ảnh hưởng lớn đến nhà soạn nhạc Aaron Copland.
Trong suốt sự nghiệp của mình, Stravinsky đã sáng tác cho rất đa dạng các đối tượng, từ chỉ các nhạc cụ đơn lẻ trong các tác phẩm như Tam khúc cho clarinet (1918) hoặc Khúc bi thương cho solo viola (1944) cho đến dàn nhạc khổng lồ của Nghi lễ mùa xuân (1913), mà Aaron Copland đã mô tả là "thành tựu giao hưởng quan trọng nhất của thế kỷ 20." 
Sự sáng tạo độc đáo và phong cách riêng của Stravinsky nổi lên từ từng bản chất của từng tác phẩm âm nhạc cụ thể là một yếu tố cơ bản trong phong cách của ông.
Đi theo con đường thầy của mình, Nikolai Rimsky-Korsakov, các tác phẩm khi Stravinsky sáng tác lúc đang còn theo học như Giao hưởng cung Mi ♭ trưởng (1907),, Scherzo fantastique (1908), và Feu d'artifice (1908/9), Op. 4 (1908), cần huy động dàn nhạc lớn. Điều này không có gì đáng ngạc nhiên, vì các tác phẩm được luyện tập nhiều trong phối khí cũng nhiều như trong bố cục. Giao hưởng cung Mi ♭ trưởng, chẳng hạn, cần đến 3 sáo (số 2 là piccolo); 2 oboe; 3 clarinet trong cung B ♭; 2 bassoon; 4 kèn cor trong cung F; 3 kèn trumpet trong cung B ♭; 3 trombone, tuba, trống định âm, trống bass, kẻnh tam giác, chũm chọe và đàn dây. Scherzo fantastique cần huy động một dàn nhạc lớn hơn một chút nhưng hoàn toàn bỏ đi kèn trombone: điều này do Rimsky chỉ trích rằng ông lạm dụng chúng trong tác phẩm Giao hưởng.

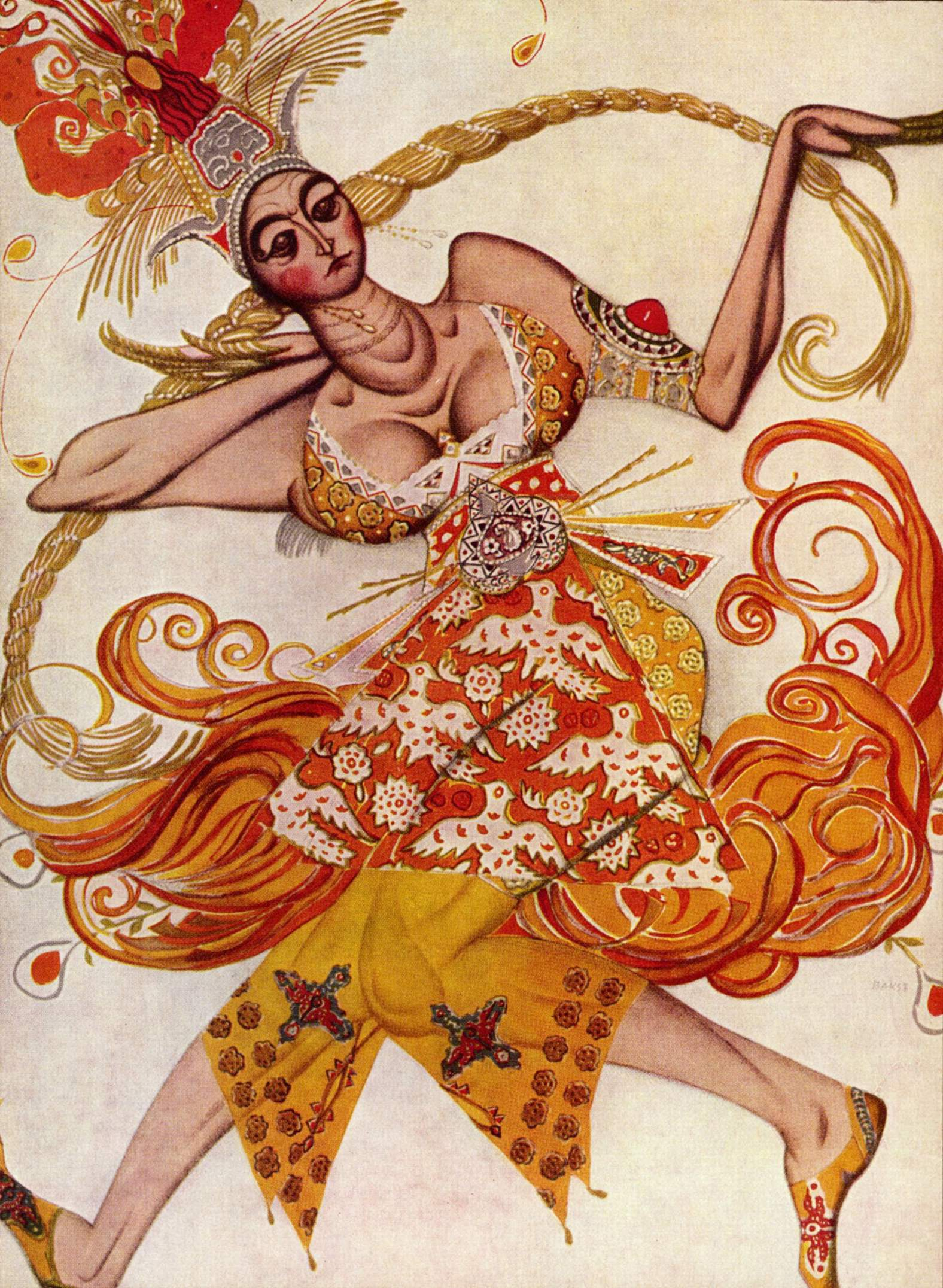
Thiết kế trang phục của Léon Bakst cho vở Chim lửa

Ba bản ballets được sáng tác cho Ballets Russes của Diaghilev thì được soạn cho các các dàn nhạc đặc biệt lớn:
- Chim lửa (1910) đòi hỏi bộ khí tứ quản, 4 kèn cor, 3 kèn trumpet (trong cung A), 3 kèn trombone, tuba, celesta, 3 đàn hạc, piano và bộ dây. Phần bộ gõ thì cần đến timpani, trống bass, chũm chọe, kẻnh tam giác, tambourine, tamtam, đàn chuông ống, glockenspiel và mộc cầm. Ngoài ra, phiên bản gốc còn gọi 3 chiếc kèn trumpet trên sân khấu và 4 chiếc tuba Wagner trên sân khấu (2 tenor và 2 bass).
- Bản gốc của Petrushka (1911) sử dụng một dàn nhạc tương tự (không có bộ đồng trên sân khấu, nhưng lại bổ sung trống snare trên sân khấu). Vai trò đặc biệt nổi bật của piano là kết quả do vở ballet lấy ý tưởng từ tác phẩm Konzertstück viết cho piano và dàn nhạc.
- Nghi lễ mùa xuân (1913) huy động dàn nhạc lớn nhất Stravinsky từng làm việc: piccolo, 3 sáo (piccolo số 2, và double số 3), sáo alto, 4 kèn oboe (trong đó có số 4 double, và số 2 cor corlais), cor anglais, piccolo clarinet trong cung D / E ♭, 3 clarinet (số 3 là double, số 2 là bass clarinet), clarinet bass, clarinet piccolo, 4 kèn bassoon (số 4 double, contrabassoon số 2), contrabassoon, 8 kèn cor (số 7 và 8 là double tenor Wagner tubas), piccolo trumpet trong cung D, 4 kèn trumpet trong cung C (số 4 tăng double bass trumpet trong E ♭), 3 kèn trombones (2 tenor, 1 bass), 2 tuba. Bộ gõ bao gồm 5 timpani (2 người chơi), trống bass, tamtam, kẻnh tam giác, tambourine, chũm chọe, chũm chọe cổ, guiro và dây; còn dương cầm, celesta và đàn hạc lại không được sử dụng.

## Cá tính

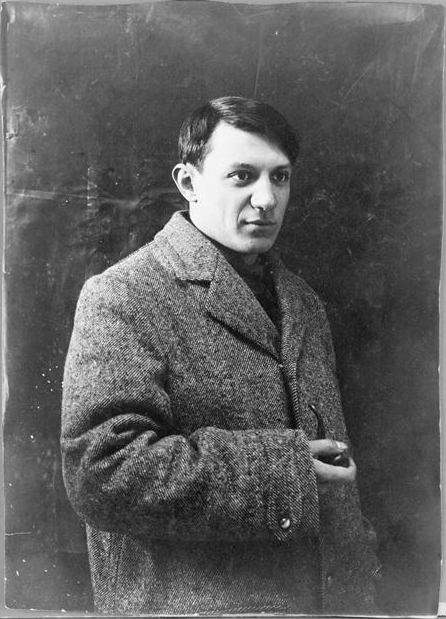
Picasso, một người có mối quan hệ sâu sắc với Stravinsky, họ đã cộng tác trong vở Pulcinella

Stravinsky cho thấy gu thưởng thức văn học rộng và phản ánh khát khao bất biến của ông là khám phá những cái mới. Các nguồn văn học cho tác phẩm của ông đầu tiên là từ văn học dân gian Nga, sau đó các tác giả cổ điển và văn học phụng vụ tiếng Latin rồi chuyển tới Pháp đương đại (André Gide, trong Persephone) và cuối cùng là văn học Anh, bao gồm WH Auden, TS Eliot, và thơ tiếng Anh thời Trung cổ.
Ông cũng có một mong muốn vô tận để khám phá và tìm hiểu về nghệ thuật, điều này thể hiện qua một lần hợp tác của ông tại Paris. Stravinsky không chỉ là nhà soạn nhạc chính cho Ballets Russes của Diaghilev mà còn hợp tác với Pablo Picasso (Pulcinella, 1920), Jean Cocteau (Oedipus Rex, 1927), và George Balanchine (Apollon musagète, 1928). Mối quan tâm của ông về nghệ thuật đã thúc đẩy ông phát triển một mối quan hệ mạnh mẽ với Picasso, mà ông gặp vào năm 1917, ông nói rằng "vòng xoáy của sự nhiệt tình và hứng thú với nghệ thuật cuối cùng đã cuốn tôi đến chỗ Picasso." [101] Từ 1917 đến 1920, hai người có một cuộc đối thoại về nghệ thuật, ở đó, họ trao đổi về các tác phẩm nghệ thuật quy mô nhỏ như một dấu hiệu của sự gần gũi, thể hiện qua bức chân dung nổi tiếng Stravinsky vẽ bởi Picasso, [102] và "Phác thảo Âm nhạc cho Clarinet" của Stravinsky ". Những cuộc đối thoại như thế này là điều cần thiết để thiết lập cách các nghệ sĩ tiếp cận không gian cộng tác của họ trong Pulcinella. [103] [cần thiết]
Theo Robert Craft, Stravinsky vẫn là một người theo chủ nghĩa quân chủ trong suốt cuộc đời của mình và không ưa những người Bolshevik ngay từ đầu. [87] Năm 1930, ông nhận xét, "Tôi không nghĩ rằng có bất cứ ai tôn kính Mussolini nhiều hơn tôi.. Tôi biết nhiều nhân vật cao quý, và tâm trí nghệ sĩ của tôi không chạy trốn các vấn đề chính trị và xã hội, sau khi thấy rất nhiều sự kiện và rất nhiều người ít đại diện hơn, tôi có một sự thôi thúc lớn lao để tỏ lòng tôn kính với Thủ lĩnh của bạn (chỉ Mussolini). Ông là vị cứu tinh của Ý và - hãy để chúng tôi hy vọng - của cả Châu Âu ". Sau đó, sau khi nói chuyện riêng với Mussolini, ông nói thêm, "Trừ khi đôi tai tôi lừa tôi, tiếng nói của Rome là tiếng nói của Thủ lĩnh. Tôi nói với ông rằng tôi cảm thấy mình như một kẻ phát-xít... Mặc dù vô cùng bận rộn, Mussolini đã làm tôi rất vinh dự được trò chuyện với tôi trong ba phần tư giờ. Chúng tôi đã nói về âm nhạc, nghệ thuật và chính trị ". [104] Khi Đức Quốc xã đặt các tác phẩm của Stravinsky vào danh sách "Entartete Musik" (Âm nhạc suy đồi), ông đã từ bỏ nguồn gốc Nga của mình và tuyên bố, "Tôi ghét tất cả chủ nghĩa cộng sản, chủ nghĩa Mác, con quái vật Xô viết, và tất cả đám chủ nghĩa tự do, dân chủ, vô thần, v.v. "[105]
Vào cuối đời, theo lệnh của Craft, Stravinsky đã quay trở lại quê hương của mình và soạn một cantata bằng tiếng Do Thái để biểu diễn tại Israel. [87]
Stravinsky tỏ ra khá thuần thục trong việc đóng vai 'người đàn ông của thế giới', ông có được khả năng quan tâm tới các vấn đề kinh doanh và xuất hiện đầy thoải mái trước công chúng. Sự nghiệp thành công của ông là một nghệ sĩ dương cầm và nhạc trưởng đưa ông đến nhiều thành phố lớn trên thế giới, bao gồm Paris, Venice, Berlin, London, Amsterdam và New York và ông được biết đến với phong cách trí thức, lịch sự và hay giúp đỡ. Stravinsky được cho là một người hay tán tỉnh và được đồn đại là có quan hệ với các đối tác cao cấp như Coco Chanel. Dù Stravinsky chưa bao giờ tự đề cập đến, Chanel từng quả quyết khẳng định chuyện tình cảm với ông cho nhà viết tiểu sử Paul Morand vào năm 1946; cuộc trò chuyện được xuất bản ba mươi năm sau đó. [106] Độ chính xác của những tuyên bố của Chanel bị lôi ra tranh cãi bởi cả góa phụ của Stravinsky, Vera và Craft. [107] Ngôi nhà thời trang của Chanel không có dấu hiệu cho thấy có mối quan hệ tình cảm giữa Chanel và Stravinsky từng xảy ra. [108] Hư cấu hóa mối tình này là cơ sở cho cuốn tiểu thuyết Coco and Igor (2002) và một bộ phim, Coco Chanel & Igor Stravinsky (2009). Mặc dù liên quan đến cáo buộc này, Stravinsky được coi là một người đàn ông của gia đình và cống hiến cho con cái của mình. [109]

## Tôn giáo

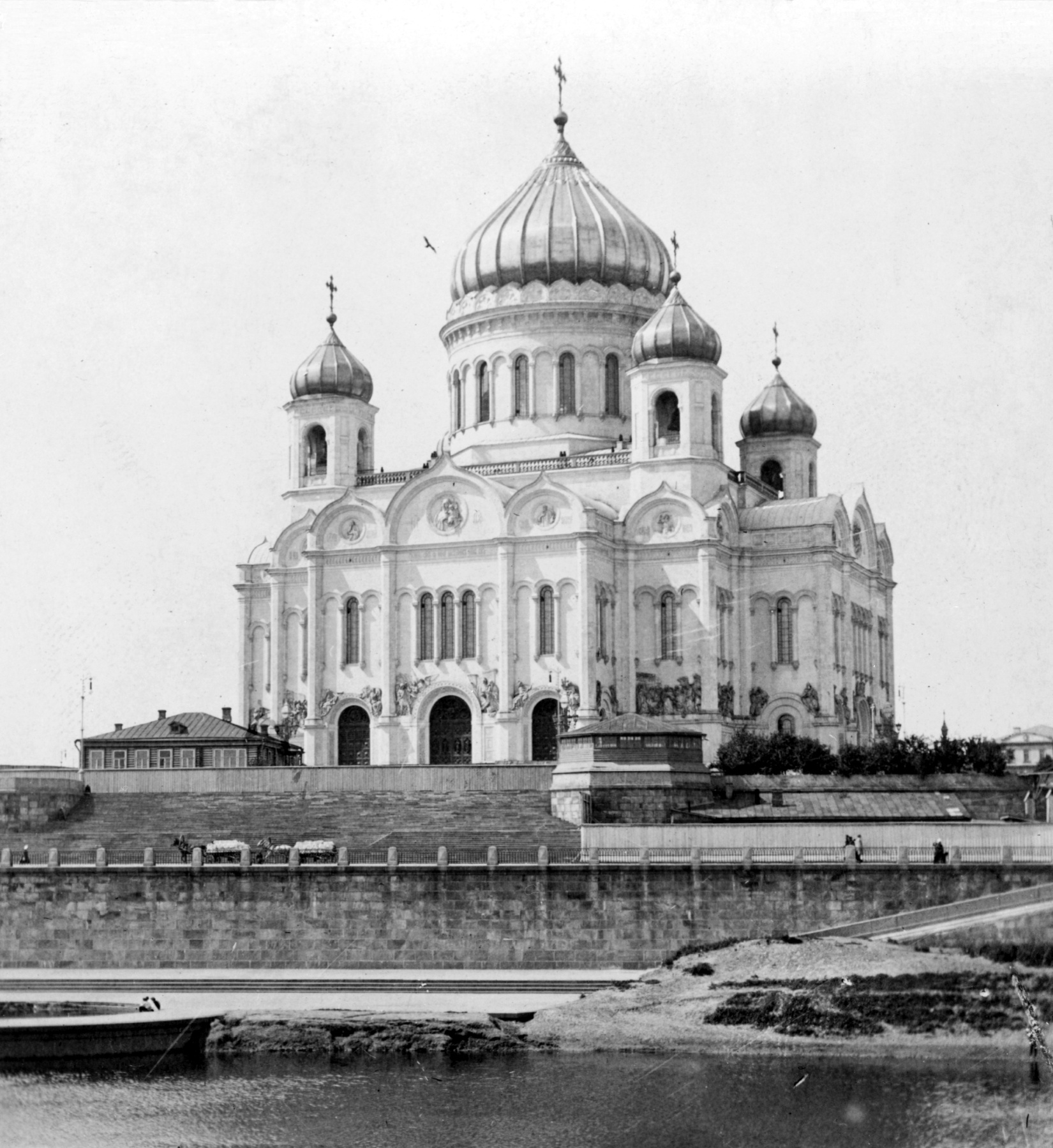
Một nhà thờ của Giáo hội Chính thống Nga (Nhà thờ chính tòa Chúa Kitô Đấng Cứu Độ), năm 1903

Stravinsky là một tín đồ mộ đạo của Giáo hội Chính Thống Nga trong suốt cuộc đời của mình, ông từng nhận xét một lần rằng, "Âm nhạc ca ngợi Chúa. Âm nhạc ca ngợi Chúa còn tốt hơn là những nhà thờ cùng tất cả các trang trí của nó; âm nhạc là trang sức vĩ đại nhất của Giáo hội ". [110]

Mặc dù Stravinsky đã không nói thẳng về đức tin của mình, ông có tâm linh sâu sắc trong một số giai đoạn của cuộc đời mình. Khi còn là một đứa trẻ, ông được nuôi dưỡng bởi cha mẹ của mình trong Giáo hội Chính thống Nga. Được báp têm khi sinh, sau này ông lại nổi dậy chống lại Giáo hội và bỏ nó vào lúc ông mười bốn hay mười lăm tuổi. [111] Trong suốt con đường thănng tiến của mình, ông xa lạ với Kitô giáo; cho đến khi ông gặp một cuộc khủng hoảng tâm linh vào đầu tuổi tứ tuần. Sau khi kết thân với một linh mục Chính Thống Nga, Cha Nicholas và sau khi ông chuyển đến Nice năm 1924, ông lại kết nối với đức tin của mình. Ông tái gia nhập Giáo hội Chính thống Nga và sau đó ông vẫn là một tín đồ Cơ đốc. [112] Robert Craft lưu ý rằng Stravinsky đã cầu nguyện hàng ngày, trước và sau khi sáng tác, và cũng cầu nguyện khi gặp khó khăn. [113] Đến cuối đời, ông không thể tham dự các buổi phụng vụ cho nhà thờ nữa. Vào lúc gần tám mươi tuổi, Stravinsky nói:
Bây giờ tôi không thể đánh giá các sự kiện mà, vào lúc tôi ba mươi năm đó, làm cho tôi khám phá ra sự cần thiết của niềm tin tôn giáo. Tôi đã không hiểu quyết định của mình. Mặc dù tôi ngưỡng mộ suy nghĩ có cấu trúc của thần học (ví dụ, bằng chứng của Anselm trong Fides Quaerens Intellectum), tôn giáo cũng không ít đối kháng hơn là âm nhạc. Tôi không tin vào những cây cầu lý do hay, quả thực, các phép ngoại suy trong các vấn đề tôn giáo.... Tôi có thể nói, tuy nhiên, trong một vài năm trước khi tôi "chuyển hóa" thực sự, cảm giác chấp nhận đã phát triển trong tôi bằng cách đọc các sách Tin lành và các tài liệu tôn giáo khác. [114]

## Danh mục tài liệu tham khảo
- Adorno, Theodor. 1973. Philosophy of Modern Music. Translated by Anne G. Mitchell and Wesley V. Blomster. New York: Continuum. ISBN 0-8264-0138-4 Original German edition, as Philosophie der neuen Musik. Tübingen: J. C. B. Mohr, 1949.
- Adorno, Theodor W. 2006. Philosophy of New Music, translated, edited, and with an introduction by Robert Hullot-Kentor. Minneapolis: University of Minnesota Press. ISBN 0-8166-3666-4.
- Anonymous. 1940. "Musical Count". Time Magazine (Monday, 11 March).
- Anonymous. 1944. "Stravinsky Liable to Fine". The New York Times (16 January) (Retrieved 22 June 2010).
- Anonymous. 1957. "Stravinsky Turns 75". Los Angeles Times (3 June). Reprinted in Los Angeles Times "Daily Mirror" blog (3 June 2007) (accessed 9 March 2010).
- Anonymous. 1962. "Life Guide: Salutes to Stravinsky on His 80th; A Funny Faulkner, Farm Tours", Life Magazine (8 June): 17.
- Anonymous. 2010. "Synopsis" of Mary Ann Braubach (dir.). Huxley on Huxley. DVD recording. S.l.: Cinedigm, 2010.
- Anonymous. n.d. "Stravinsky: Histoire du Soldat Suite". Naxosdirect.com (archive from 1 March 2013, accessed 24 January 2016).
- Berry, David Carson. 2006. "Stravinsky, Igor." Europe 1789 to 1914: Encyclopedia of the Age of Industry and Empire, editors-in-chief John Merriman and Jay Winter, 4:2261–63. Detroit: Charles Scribner's Sons.
- Berry, David Carson. 2008. "The Roles of Invariance and Analogy in the Linear Design of Stravinsky's 'Musick to Heare.'" Gamut 1, no. 1.
- Blitzstein, Marc. 1935. "The Phenomenon of Stravinsky". The Musical Quarterly 21, no. 3 (July): 330–47. Reprinted 1991, The Musical Quarterly 75, no. 4 (Winter): 51–69.
- Browne, Andrew J. 1930. "Aspects of Stravinsky's Work". Music & Letters 11, no. 4 (October): 360–66. Online link accessed 19 November 2007 (subscription access).
- Cocteau, Jean. 1918. Le Coq et l'arlequin: notes de la musique. Paris: Éditions de la Sirène. Reprinted 1979, with a preface by Georges Auric. Paris: Stock. ISBN 2-234-01081-0 English edition, as Cock and Harlequin: Notes Concerning Music, translated by Rollo H. Myers, London: Egoist Press, 1921.
- Cohen, Allen. 2004. Howard Hanson in Theory and Practice. Westport, Conn.: Praeger Publishers. ISBN 0-313-32135-3.
- Cooper, John Xiros (editor). 2000. T. S. Elliot's Orchestra: Critical Essays on Poetry and Music. New York: Garland. ISBN 0-8153-2577-0.
- Copeland, Robert M. 1982. "The Christian Message of Igor Stravinsky". The Musical Quarterly 68, no. 4 (October): 563–79.
- Copland, Aaron. 1952. Music and Imagination. Cambridge, Massachusetts: Harvard University Press.
- Craft, Robert. 1982. "Assisting Stravinsky: On a Misunderstood Collaboration". The Atlantic 250, no. 6 (December): 64–74.
- Craft, Robert. 1992. Stravinsky: Glimpses of a Life. London: Lime Tree; New York: St Martins Press. ISBN 0-413-45461-4 (Lime Tree); ISBN 0-312-08896-5 (St.Martins).
- Craft, Robert. 1994. Stravinsky: Chronicle of a Friendship, revised and expanded edition. Nashville: Vanderbilt University Press. ISBN 0-8265-1258-5.
- Davis, Mary. 2006. "Chanel, Stravinsky, and Musical Chic". Fashion Theory 10, no. 4 (December): 431–60.
- Dubal, David. 2001. The Essential Canon of Classical Music. New York: North Point Press.
- Eksteins, Modris. 1989. Rites of Spring: The Great War and the Modern Era. Boston: Houghton Mifflin Company. ISBN 0-395-49856-2. Reprinted 1990, New York: Anchor Books ISBN 0-385-41202-9; reprinted 2000, Boston: Mariner Books ISBN 0-395-93758-2.
- Glass, Philip. 1998. "The Classical Musician Igor Stravinsky" Time (Monday, 8 June).
- Greene, David Mason. 1985. Biographical Encyclopaedia of Composers. New York: Doubleday.
- Griffiths, Paul, Igor Stravinsky, Robert Craft, and Gabriel Josipovici. 1982. Igor Stravinsky: the Rake's Progress. Cambridge Opera Handbooks. Cambridge. London, New York, New Rochelle, Melbourne, and Sydney: Cambridge University Press. ISBN 0-521-23746-7 (cloth); ISBN 0-521-28199-7 (pbk).
- Hazlewood, Charles. 2003. "Stravinsky—The Firebird Suite". On Discovering Music. BBC Radio 3 (20 December). Archived at Discovering Music: Listening Library, Programmes.
- Holland, Bernard. 2001. "Stravinsky, a Rare Bird Amid the Palms: A Composer in California, at Ease if Not at Home", The New York Times (11 March).
- Joseph, Charles M.. 2001. Stravinsky Inside Out. New Haven: Yale University Press. ISBN 978-0-300-07537-3.
- Karlinsky, Simon. 1985. "Searching for Stravinskii's Essence". Russian Review 44, no. 3 (July): 281–87.
- Lambert, Constant. 1936. Music Ho! A Study of Music in Decline. New York: Charles Scribner's Sons.
- Lawson, Rex. 1986. "Stravinsky and the Pianola". In Confronting Stravinsky, edited by Jann Pasler. Los Angeles: University of California Press. ISBN 0-520-05403-2.
- Lehrer, Jonah. 2007. Igor Stravinsky and the Source of Music, in his Proust Was a Neuroscientist. Boston: Houghton Mifflin Co. ISBN 0-618-62010-9.
- McFarland, Mark 1994. "Leitharmony, or Stravinsky's Musical Characterization in the Firebird". International Journal of Musicology 3:203–33. ISBN 3-631-47484-9.
- Morand, Paul. 1976. L'Allure de Chanel. Paris: Hermann. Nouv. éd. du texte original, Paris: Hermann, 1996. ISBN 2-7056-6316-9. Reprinted, [Paris]: Gallimard, 2009; ISBN 978-2-07-039655-9 English as The Allure of Chanel, translated by Euan Cameron. London: Pushkin Press, 2008. ISBN 978-1-901285-98-7 (pbk). Special illustrated ed. London: Pushkin, 2009. ISBN 978-1-906548-10-0 (pbk.).
- Oliver, Michael. 1995. Igor Stravinsky. London: Phaidon Press. ISBN 0-7148-3158-1.
- Page, Tim. 2006. "Classical Music: Great Composers, a Less-Than-Great Poser and an Operatic Impresario". Washington Post (Sunday, 30 July): BW13.
- Palmer, Tony. 1982. Stravinsky: Once at a Border.... (TV documentary film). [UK]: Isolde Films. Issued on DVD, [N.p.]: Kultur Video, 2008. 
[cần chú thích đầy đủ]
- Pasler, Jann. 1983. "Stravinsky and His Craft: Trends in Stravinsky Criticism and Research". The Musical Times 124, no. 1688 ("Russian Music", October): 605–609.
- Pisalnik. 2012. "Polski pomnik za cerkiewnym murem". Rzeczpospolita (10 November; archive from 10 September 2015, accessed 24 January 2016).
- Robinson, Lisa. 2004. "Opera Double Bill Offers Insight into Stravinsky's Evolution". The Juilliard Journal Online 19, no. 7 (April). (No longer accessible as of March 2008.)
- Sachs, Harvey. 1987. Music in Fascist Italy. New York: W. W. Norton.
- Satie, Erik. 1923. "Igor Stravinsky: A Tribute to the Great Russian Composer by an Eminent French Confrère". Vanity Fair (February): 39 & 88.
- Siegmeister, Elie (ed.). 1943. The Music Lover's Handbook. New York: William Morrow and Company.
- Simeone, Lisa, with Robert Craft và Philip Glass. 1999. "Igor Stravinsky" NPR's Performance Today: Milestones of the Millennium (16 April). Washington, DC: National Public Radio. Archive (edited) at NPR Online.
- Simon, Scott. 2007. The Primitive Pulse of Stravinsky's 'Rite of Spring'. With an interview with Marin Alsop recorded on Friday 23 March 2007. NPR Weekend Edition. (Saturday 24 March). Washington, DC: National Public Radio.
- Slim, H. Colin. 2006. "Stravinsky's Four Star-Spangled Banners and His 1941 Christmas Card". The Musical Quarterly 89, nos. 2 and 3 (Summer–Fall): 321–447.
- Slonimsky, Nicolas. 1953. Lexicon of Musical Invective: Critical Assaults on Composers Since Beethoven's Time. New York: Coleman-Ross. Second edition, New York: Coleman-Ross, 1965, reprinted Washington Paperbacks WP-52, Seattle: University of Washington Press, 1969, reprinted again Seattle: University of Washington Press, 1974 ISBN 0-295-78579-9, and New York: Norton, 2000 ISBN 0-393-32009-X (pbk).
- Straus, Joseph N. 2001. Stravinsky's Late Music. Cambridge Studies in Music Theory and Analysis 16. Cambridge, New York, Port Melbourne, Madrid, and Cape Town: Cambridge University Press. ISBN 0-521-80220-2 (cloth) ISBN 0-521-60288-2 (pbk).
- Stravinsky, Igor. 1947. Poetics of Music in the Form of Six Lessons. Cambridge, MA: Harvard University Press. OCLC 155726113.
- Stravinsky, Igor. 1960. Poetics of Music in the Form of Six Lessons. New York: Vintage Books.
- Stravinsky, Igor. 1962. An Autobiography. New York: W. W. Norton & Company. ISBN 0-393-00161-X; OCLC 311867794. Originally published in French as Chroniques de ma vie, 2 vols. (Paris: Denoël et Steele, 1935), subsequently translated (anonymously) as Chronicle of My Life. London: Gollancz, 1936. OCLC 1354065. This edition reprinted as Igor Stravinsky An Autobiography, with a preface by Eric Walter White (London: Calder and Boyars, 1975) ISBN 0-7145-1063-7 (cloth); ISBN 0-7145-1082-3 (pbk.). Reprinted again as An Autobiography (1903–1934) (London: Boyars, 1990) ISBN 0-7145-1063-7 (cased); ISBN 0-7145-1082-3 (pbk). Also published as Igor Stravinsky An Autobiography (New York: M. & J. Steuer, 1958).
- Stravinsky, Igor, and Robert Craft. 1959. Conversations with Igor Stravinsky. Garden City, NY: Doubleday. OCLC 896750 Reprinted Berkeley: University of California Press, 1980. ISBN 0-520-04040-6.
- Stravinsky, Igor, and Robert Craft. 1960. Memories and Commentaries. Garden City, N.Y.: Doubleday. Reprinted 1981, Berkeley and Los Angeles: University of California Press. ISBN 0-520-04402-9 Reprinted 2002, London: Faber and Faber. ISBN 0-571-21242-5.
- Stravinsky, Igor, and Robert Craft. 1962. Expositions and Developments. London: Faber & Faber. Reprinted, Berkeley and Los Angeles: University of California Press, 1981. ISBN 0-520-04403-7.
- Stravinsky, Igor, and Robert Craft. 1966. Themes and Episodes. New York: A. A. Knopf.
- Stravinsky, Igor, and Robert Craft. 1969. Retrospectives and Conclusions. New York: A. A. Knopf.
- Stravinsky, Vera, and Robert Craft. 1978. Stravinsky in Pictures and Documents. New York: Simon and Schuster.
- Strawinsky, Théodore, and Denise Strawinsky. 2004. Catherine and Igor Stravinsky: A Family Chronicle 1906–1940. New York: Schirmer Trade Books; London: Schirmer Books. ISBN 0-8256-7290-2.
- Taruskin, Richard. 1996. Stravinsky and the Russian Traditions: A Biography of the Works Through Mavra. Vol. 1 and Vol. 2. Berkeley: University of California Press. ISBN 0-520-07099-2.
- Taruskin, Richard, reply by Robert Craft. 1989. "'Jews and Geniuses': An Exchange". New York Review of Books 36, no. 10 (15 June).
- Thom, Paul. 2007. The Musician as Interpreter. Studies of the Greater Philadelphia Philosophy Consortium 4. University Park: Pennsylvania State University Press. ISBN 0-271-03198-0.
- Volta, Ornella. 1989. Satie Seen through His Letters. London: Boyars. ISBN 0-7145-2980-X.
- Wallace, Helen. 2007. Boosey & Hawkes, The Publishing Story. London: Boosey & Hawkes. ISBN 978-0-85162-514-0.
- Walsh, Stephen. 2000. Stravinsky. A Creative Spring: Russia and France 1882–1934. London: Jonathan Cape. (excerpt), www.nytimes.com. Truy cập 10 August 2013.
- Walsh, Stephen. 2001. "Stravinsky, Igor." New Grove Dictionary of Music and Musicians, second edition, edited by Stanley Sadie và John Tyrrell. London: Macmillan Publishers.
- Walsh, Stephen. 2006. Stravinsky: The Second Exile: France and America, 1934–1971. New York: Alfred A. Knopf. ISBN 0-375-40752-9 (cloth); London: Jonathan Cape. ISBN 0-224-06078-3 (cloth); Berkeley: University of California Press. ISBN 978-0-520-25615-6 (pbk).
- Walsh, Stephen. 2007. "The Composer, the Antiquarian and the Go-between: Stravinsky and the Rosenthals". The Musical Times 148, no. 1898 (Spring): 19–34.
- Wenborn, Neil. 1985. Stravinsky. London: Omnibus Press. ISBN 0-7119-7651-1.
- White, Eric Walter. 1979. Stravinsky: The Composer and His Works, second edition. Berkeley and Los Angeles: University of California Press. ISBN 0-520-03983-1 (cloth) ISBN 0-520-03985-8 (pbk).

## Nghiên cứu sâu hơn
- Cross, Jonathan. 1999. The Stravinsky Legacy. Cambridge and New York: Cambridge University Press. ISBN 978-0-521-56365-9.
- Floirat, Anetta. 2015a. "Chagall and Stravinsky: Parallels Between a Painter and a Musician Convergence of Interests". Academia.edu (April).
- Floirat, Anetta. 2015b. "Chagall and Stravinsky, Different Arts and Similar Solutions to Twentieth-century Challenges". Academia.edu (April).
- Floirat, Anetta. 2016, "The Scythian element of the Russian primitivism, in music and visual arts. Based on the work of three painters (Goncharova, Malevich and Roerich) and two composers (Stravinsky and Prokofiev")
- Goubault, Christian. 1991. Igor Stravinsky. Editions Champion, Musichamp l'essentiel 5, Paris 1991 (with catalogue raisonné and calendar).
- Joseph, Charles M. 2002. Stravinsky and Balanchine, A Journey of Invention. New Haven and London: Yale University Press. ISBN 0-300-08712-8.
- Kohl, Jerome. 1979–80. "Exposition in Stravinsky's Orchestral Variations". Perspectives of New Music 18, nos. 1 and 2 (Fall-Winter/Spring Summer): 391–405. doi:10.2307/832991 JSTOR 832991 (subscription access).
- Kirchmeyer, Helmut. 2002. Annotated Catalog of Works and Work Editions of Igor Strawinsky till 1971 - Verzeichnis der Werke und Werkausgaben Igor Strawinskys bis 1971, Leipzig: Publications of the Saxon Academy of Sciences in Leipzig. Extended edition available online since 2015, in English and German.
- Kirchmeyer, Helmut. 1958. Igor Strawinsky. Zeitgeschichte im Persönlichkeitsbild. Regensburg: Bosse-Verlag.
- Kundera, Milan. 1995. Testaments Betrayed: An Essay in Nine Parts, translated by Linda Asher. New York: HarperCollins. ISBN 0-06-017145-6.
- Kuster, Andrew T. 2005. Stravinsky's Topology. D.M.A. dissertation, University of Colorado at Boulder. Morrisville, NC: Lulu.com. ISBN 1-4116-6458-2.
- Libman, Lillian. 1972. And Music at the Close: Stravinsky's Last Years. New York: W. W. Norton & Company, Inc.
- Locanto, Massimiliano (ed.) 2014. Igor Stravinsky: Sounds and Gestures of Modernity. Salerno: Brepols. ISBN 978-2-503-55325-2
- McFarland, Mark. 2011. "Igor Stravinsky." In Oxford Bibliographies Online: Music Lưu trữ ngày 13 tháng 9 năm 2011 tại Wayback Machine, edited by Bruce Gustavson. New York: Oxford University Press.
- Schaeffner, André. 1931. Strawinsky. Paris: Edition Rieder.
- Stravinsky, Igor. 1982–85. Stravinsky: Selected Correspondence, 3 volumes, edited by Robert Craft. New York: Alfred A. Knopf. ISBN 9780394518701 (vol. 1), ISBN 9780394528137 (vol. 2), ISBN 9780394542201 (vol. 3).
- Tappolet, Claude. 1990. Correspondence Ansermet-Strawinsky (1914–1967). Edition complète, 3 Volumes, Georg Edition, Genf.
- van den Toorn, Pieter C. 1987. Stravinsky and the Rite of Spring: The Beginnings of a Musical Language. Berkeley, Los Angeles, and Oxford: University of California Press.
- Vlad, Roman. 1958, 1973, 1983. Strawinsky. Turin: Piccola Biblioteca Einaudi.
- Vlad, Roman. 1960, 1967. Stravinsky. London and New York: Oxford University Press,.